# Gradefes
Gradefes ist ein Ort und eine aus dem Hauptort sowie mehreren Weilern (pedanías) bestehende nordspanische Gemeinde mit 925 Einwohnern (Stand: 2024) in der Provinz León in der Autonomen Gemeinschaft Kastilien und León.

## Lage und Klima
Gradefes liegt am Mittellauf des Río Esla in  einer Höhe von ca. 850 m; die Provinzhauptstadt León ist etwa 38 km (Fahrtstrecke) in westlicher Richtung entfernt. Das Klima im Winter ist rau, im Sommer dagegen eher trocken und warm; Regen (ca. 590 mm/Jahr) fällt überwiegend im Winterhalbjahr.

## Bevölkerungsentwicklung
| Jahr      | 1857  | 1900  | 1950  | 2000  | 2017 |
| Einwohner | 3.765 | 4.307 | 4.383 | 1.342 | 966  |

Die Mechanisierung der Landwirtschaft und die Aufgabe von bäuerlichen Kleinbetrieben haben eine Landflucht ausgelöst, wodurch die Bevölkerung der Gemeinde seit der Mitte des 20. Jahrhunderts kontinuierlich gesunken ist.

## Wirtschaft
Gradefes war jahrhundertelang eine Landgemeinde, deren Bewohner sich selbst mit Nahrungsmitteln versorgten; lediglich Butter und Käse konnten auf Märkten von León verkauft werden, was jedoch mit zeitraubenden Anfahrts- und Rückfahrtswegen verbunden war. Erst mit der Entwicklung der Infrastruktur im 20. Jahrhundert verbesserte sich die Situation. Seit den 1970er Jahren ist der Tourismus von größerer Bedeutung; mehrere Häuser werden als Ferienwohnungen (casas rurales) vermietet.

## Geschichte
Gradefes und sein Umland wurden bereits im 9./10. Jahrhundert aus den Händen der Mauren zurückerobert (reconquista) und von Christen aus dem Norden und Süden der Iberischen Halbinsel besiedelt (repoblación); letztere wurden Mozaraber genannt.

## Sehenswürdigkeiten
Gradefes
- Am nordöstlichen Ortsrand von Gradefes liegt das in den 1160er Jahren im romanischen Stil erbaute Zisterzienserinnen-Kloster Santa María la Real. Kirche, Kreuzgang (claustro) und Kapitelsaal (sala capitular) gehören zu den schönsten ihrer Art im spanischen Mittelalter.[4]

Villarmún
- Die Dorfkirche von Villarmún hat einen zweigeteilten Glockengiebel (espadaña) und ein von einer Vorhalle (portico) geschütztes Portal auf der Südseite.

Valdealcón
- Die Kirche von Valdealcón hat einen Glockengiebel und eine erhöhte Apsis.

Garfín
- Die Kirche von Garfín stammt aus dem 15./16. Jahrhundert. Sie hat einen Glockenturm und eine Südvorhalle.

Eslonza
- Das ehemalige Monasterio de San Pedro liegt in Ruinen.

San Miguel de Escalada
- Die ehemalige Klosterkirche San Miguel de Escalada ist das bedeutendste Denkmal der mozarabischen Architektur in ganz Spanien.

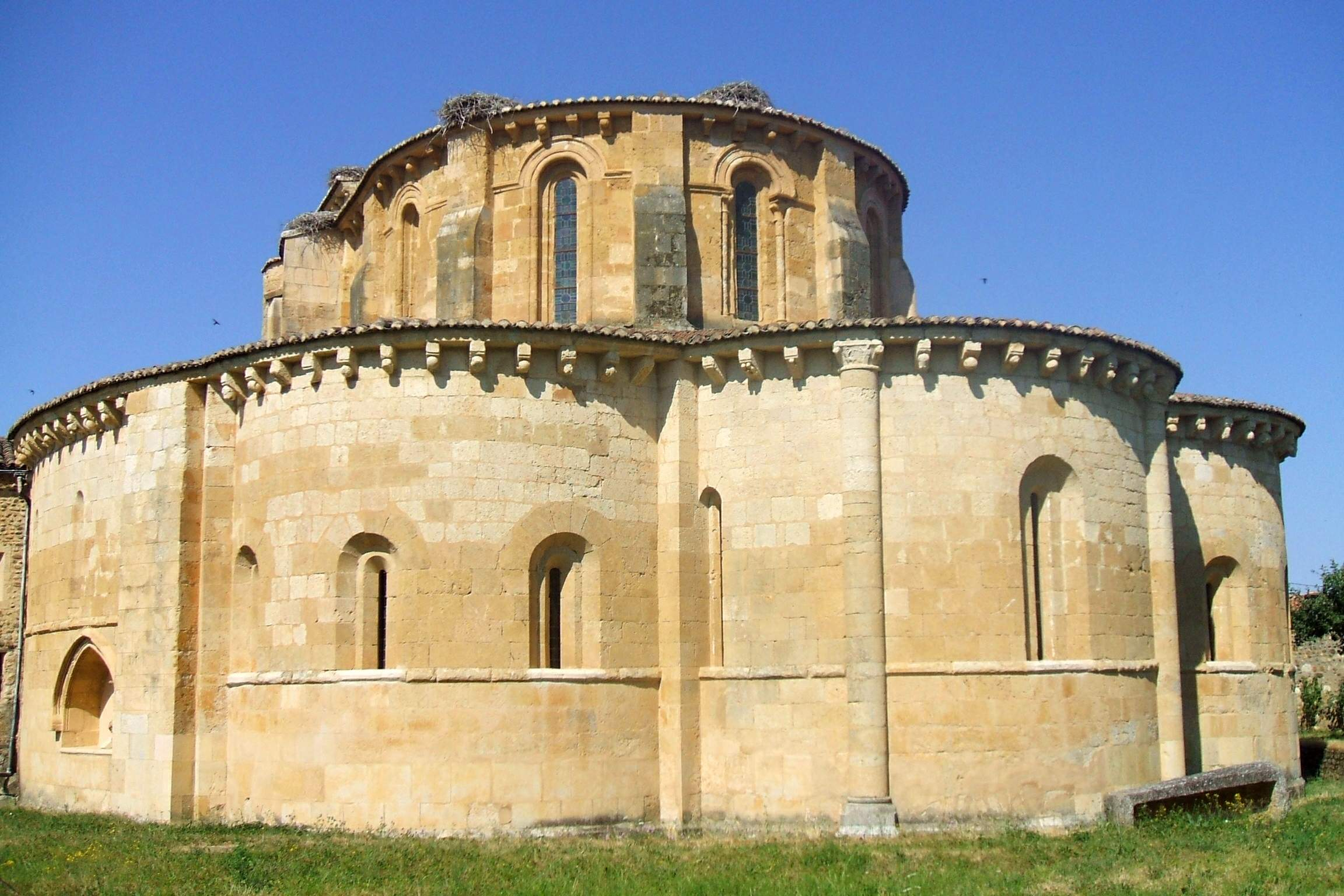
Chor von Santa María la Real
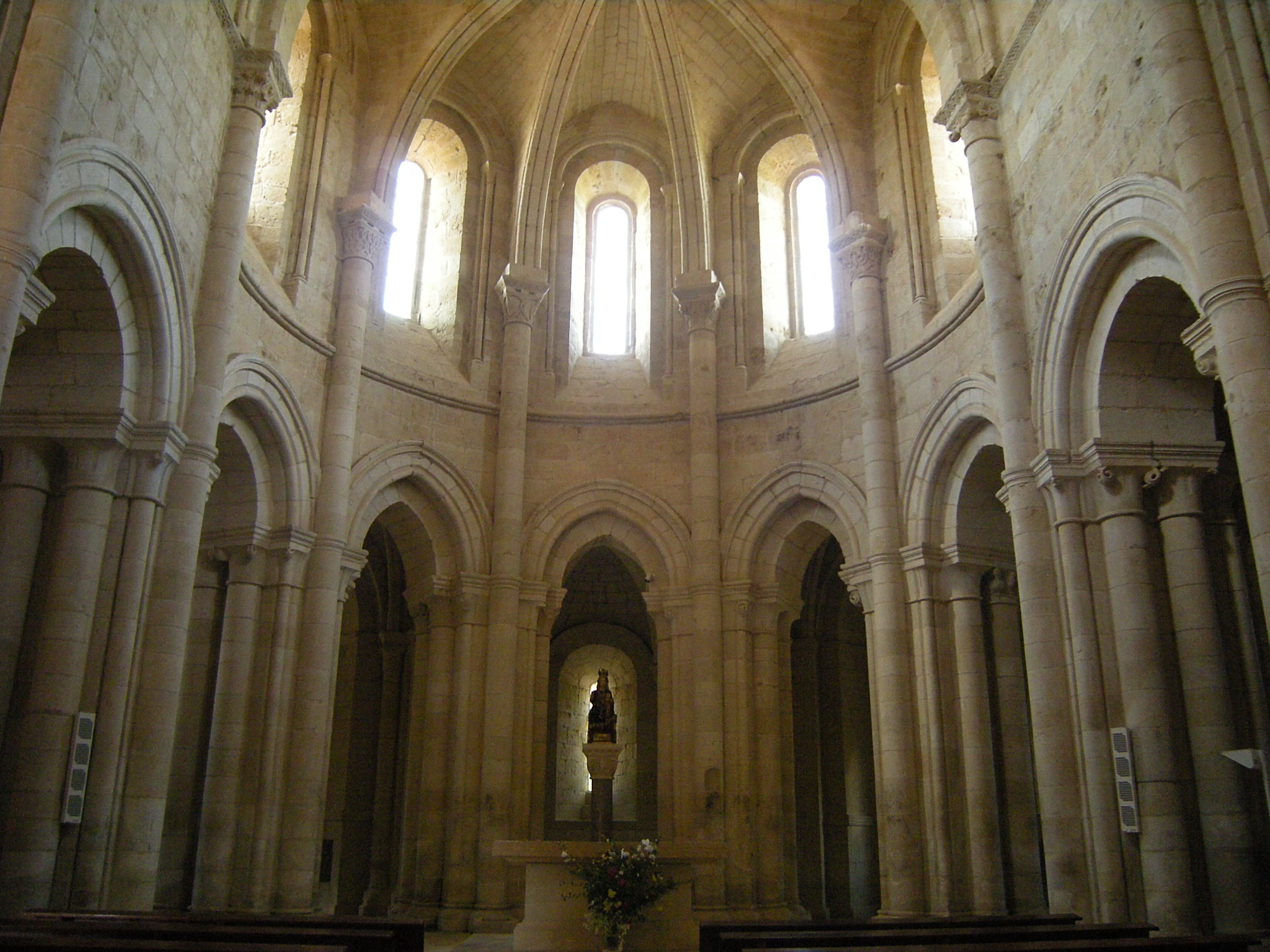
dto.
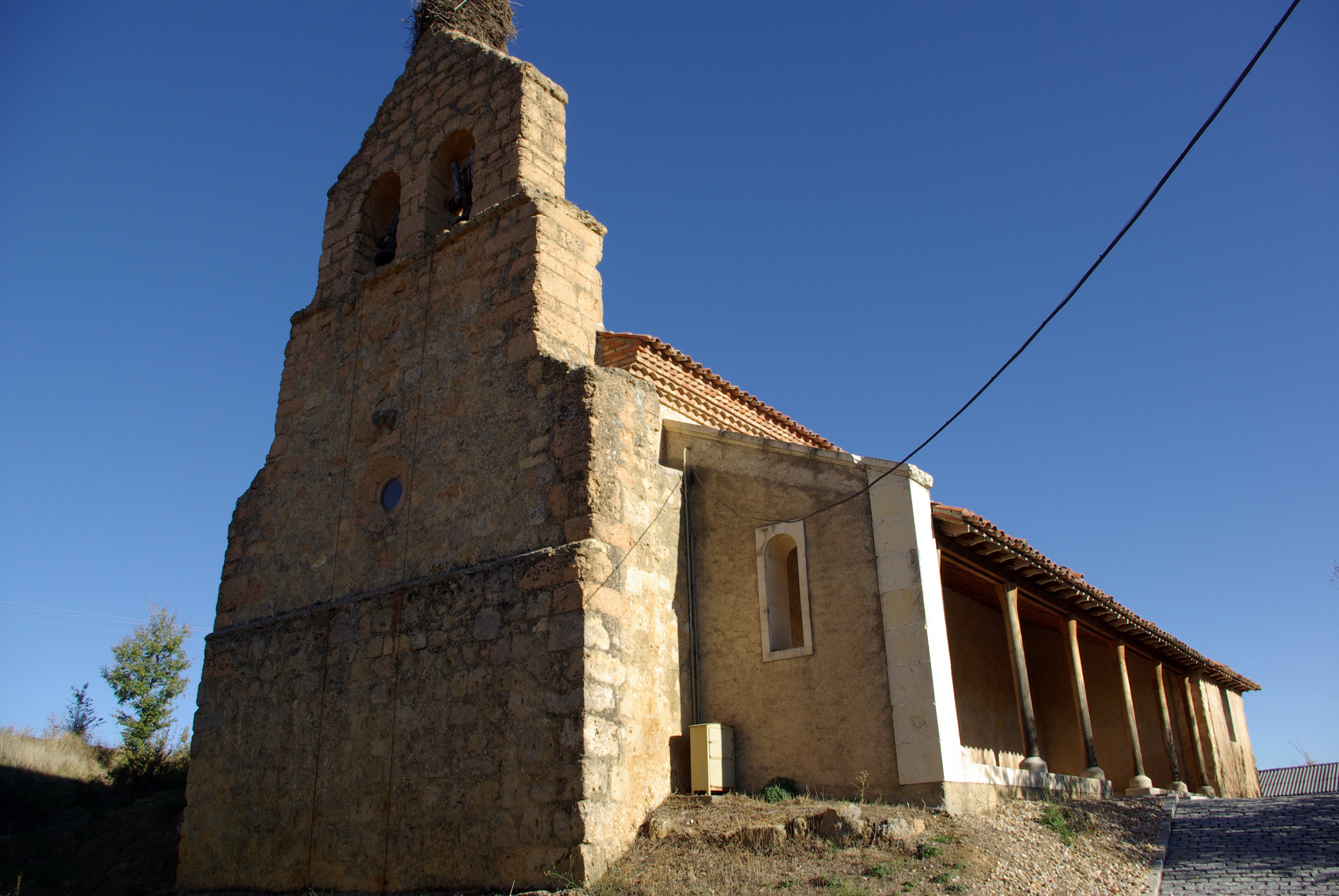
Kirche von Villarmún
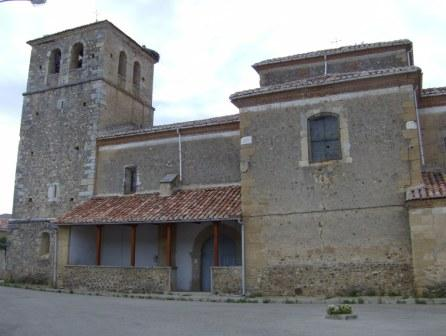
Kirche von Garfín
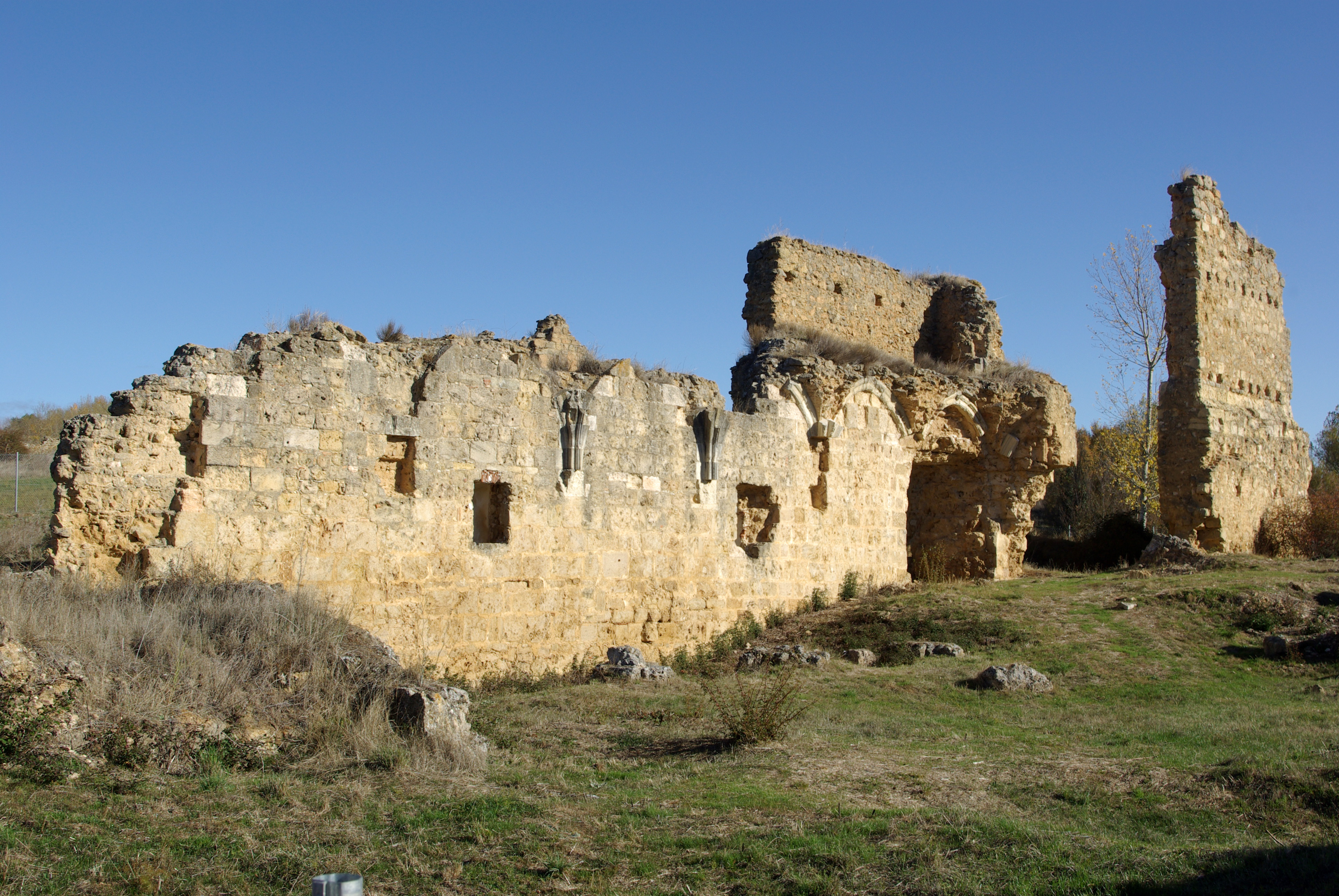
Kloster San Pedro de Eslonza
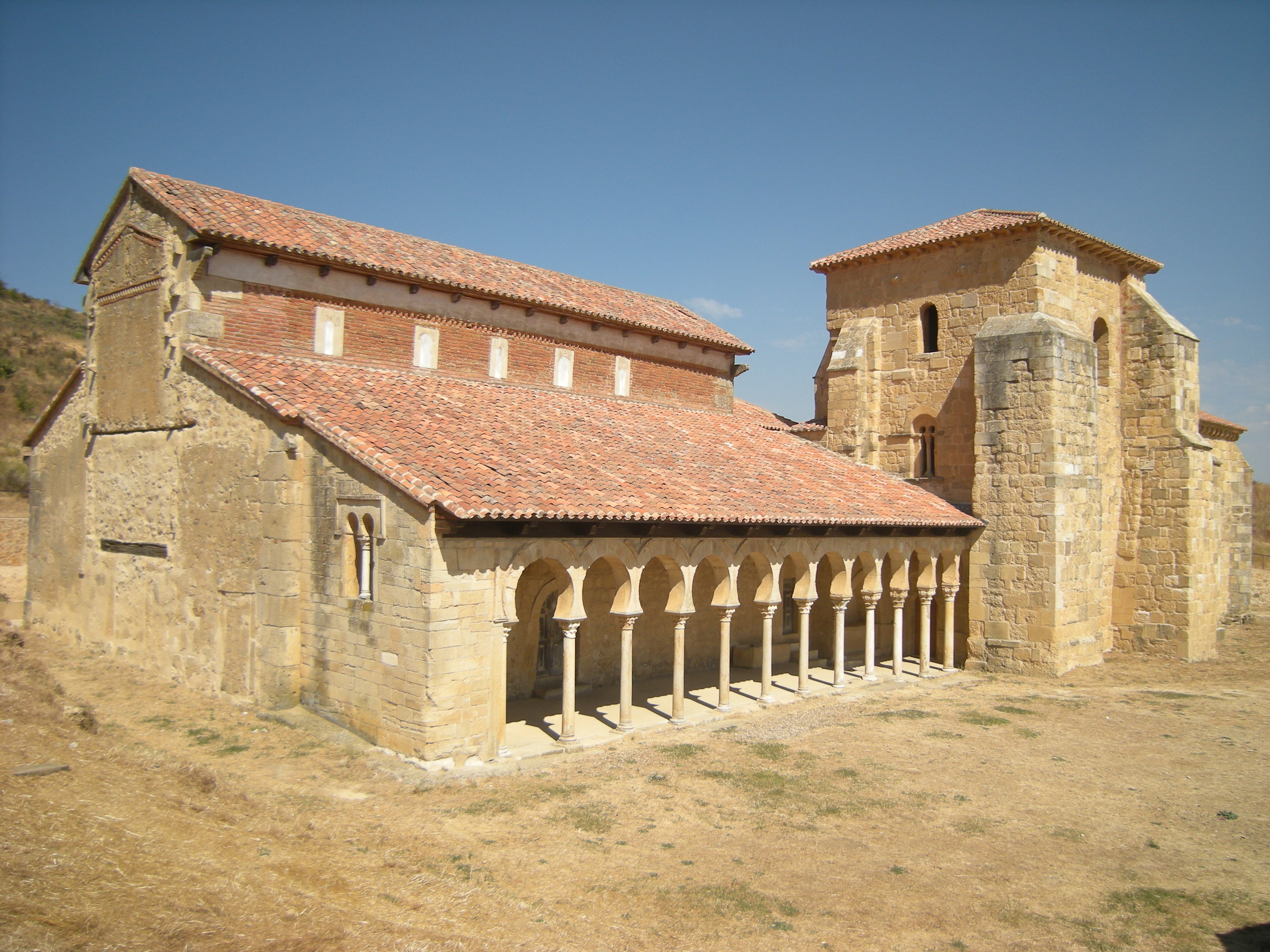
San Miguel de Escalada